# Isola di Alicudi
Isola di Alicudi este o arie protejată (arie specială de conservare — SAC, sit de importanță comunitară — SCI) din Italia întinsă pe o suprafață de 389 ha, integral pe uscat.

## Localizare
Centrul sitului Isola di Alicudi este situat la coordonatele 38°32′28″N 14°20′39″E / 38.541111°N 14.344167°E.

## Înființare
Situl Isola di Alicudi a fost declarat sit de importanță comunitară în septembrie 1995 pentru a proteja 3 specii de plante și 24 de specii de animale. Situl a fost protejat și ca arie specială de conservare în decembrie 2015.

## Biodiversitate
Situată în ecoregiunea mediteraneană, aria protejată conține 8 habitate naturale: Păduri de Quercus ilex și Quercus rotundifolia, Pante stâncoase calcaroase cu vegetație casmofită, Recifuri, Tufărișuri termo-mediteraneene și de pre-deșert, Pseudostepă cu ierburi și specii anuale de Thero-Brachypodietea, Vegetație anuală la limita mareei, Formațiuni scunde de Euphorbia în apropierea falezelor, Grohotișuri termofile și vest-mediteraneene.
La baza desemnării sitului se află mai multe specii protejate:
- plante (3): Cytisus aeolicus, Dianthus rupicola, Silene hicesiae
- păsări (24): ciocârlie-de-câmp (Alauda arvensis), pescăruș albastru (Alcedo atthis), fâsă-de-câmp (Anthus campestris), Calonectris diomedea, caprimulg (Caprimulgus europaeus), erete vânăt (Circus cyaneus), erete cenușiu (Circus pygargus), porumbel (Columba livia), egretă mică (Egretta garzetta), Falco eleonorae, Falco naumanni, șoim călător (Falco peregrinus), muscar-gulerat (Ficedula albicollis), cocor (Grus grus), Larus michahellis, gaia neagră (Milvus migrans), vultur pescar (Pandion haliaetus), viespar (Pernis apivorus), coțofană (Pica pica), guguștiuc (Streptopelia decaocto), graur (Sturnus vulgaris), silvie de tufiș (Sylvia undata), mierlă (Turdus merula), sturz-cântător (Turdus philomelos)

Pe lângă speciile protejate, pe teritoriul sitului au mai fost identificate 40 de specii de plante, 19 specii de păsări, 2 specii de mamifere, 28 de specii de nevertebrate, 4 specii de reptile.